# Апокалипсис сега
„Апокалипсис сега“ (на английски: Apocalypse Now) е американски пълнометражен игрален филм, станал скандален още с появяването си на бял свят. Той е част от поредицата американски военни филми, заклеймяващи войната във Виетнам.
През 2001 година излиза преработеният вариант на филма „Апокалипсис сега Преоткриване“ (на английски: Apocalypse Now Redux). Добавени са около 50 мин. като допълнителните сцени са взети от оригиналния суров материал. Сценарият е написан от Джон Милиус и Франсис Форд Копола и е свободна интерпретация на романа на Джоузеф Конрад „Сърце на мрака“. Филмът е смятан за един най-добрите филми на всички времена. Заема 7-о място в класацията на сп. „Empire magazine“ за най-велик филм в историята на киното.

## Сюжет
Годината е 1967. Виетнамската война. Kапитан Уилард (Мартин Шийн), специален агент, e изпратен в Камбоджа да убие дезертиралия полковник Уолтър Кърц (Марлон Брандо). Уилард е назначен на борда на патрулна лодка с командващ (Алберт Хол) и трима безпомощни войници (Фредерик Форест, Сам Ботъмс и Лорънс Фишбърн). Tе са ескортирани от въздушен патрул, ръководен от подполковник Килгор (Робърт Дювал – изперкал командир, който е луд по Вагнер, сърфинга и напалма). След като наблюдава сюрреалистично шоу с момичета на „Плейбой“ и анархична битка с виетконгците, Уилард най-после се добира до Кърц.

## В ролите
| Изпълнител       | Роля                     |
| ---------------- | ------------------------ |
| Марлон Брандо    | полк. Уолтър Е. Курц     |
| Мартин Шийн      | кап. Бенджамин Л. Уилард |
| Робърт Дювал     | подполк. Бил Килгор      |
| Фредерик Форест  | Джей „Готвача“ Хикс      |
| Сам Ботъмс       | Ланс Б. Джонсънс         |
| Албърт Хол       | Джордж Филипс            |
| Лорънс Фишбърн   | Тайрън Милър             |
| Денис Хопър      | Журналистът              |
| Харисън Форд     | полк. Лукас              |
| Скот Глен        | кап. Ричард Е. Колби     |
| Джей Ди Спрадлин | ген. лейт. Корман        |

## Адаптация
„Апокалипсис сега“ е вдъхновен от новелата на Джоузеф Конрад „Сърце на мрака“. Филмът обаче сериозно се отклонява от своя първоизточник. В новелата „това тъй дълго пътуване с лодка“ е центрирано в Африка, по течението на р. Конго и действието се развива през 19 в. Марлоу (който е преименуван на Уилърд във филма) e работник на голяма белгийска колониална компания, която брутално експлоатира своите африкански работници. Марлоу е нает да намери и да вземе от него тъй ценната слонова кост от Курц, много важен сътрудник на компания. Той се е отцепил навътре в джунглата, изгубил е разсъдъка си и се провъзгласил за бог на местно африканско племе. Във филма прототипът на Марлоу, Уилард, е нает да открие и да убие Курц.
Според известните интерпретации, образът на Курц е създаден като своеобразна еманация на европейската цивилизация, насочила по това време имперските си амбиции към далечни африкански екзотични земи като Конго. Географското пътуване (към Конго) може да бъде осмислено символично като пътуване в човека, към мрака вътре в него, в неговото сърце“. В този смисъл пътуването към „сърцето на мрака“ е ритуално пътуване към прозрението. Това прозрение се оказва обаче познание за природата на злото, въплътено в човека; човекът, който се опитва да заеме мястото на Бога (Курц). Впоследствие той претърпява морален крах, а в крайна сметка се среща с неописуемия ужас от собствената си корумпирана нравственост и съвест и изрича с треперещ глас единствено думите „Ужас!“ пред непосредствените двери на Смъртта. Внушението за морален крах и разрив на разума, поквара на съвестта и жесток триумф на злото кулминира в образа на Курц, паднал на самото дъно на кладенеца на времето, обсебен от мрачната притегателна мощ на безкрайното зло.
В този ред на мисли Франсис Форд Копола променя идеологията на романа и заменя европейския колониализъм с американската интервенция във Виетнам.

## Заснемане на продукцията
Първоначално Франсис Форд Копола е трябвало да бъде само сценарист и продуцент на „Апокалипсис сега“, а режисьор да бъде Джордж Лукас. Лукас обаче е зает със снимането на „Междузвездни войни“ и в крайна сметка Копола се наема с режисирането. Той обаче изпитва сериозни проблеми с формирането на актьорски състав. Един след друг му отказват Стив Маккуин, Ал Пачино, Джак Никълсън и Робърт Редфорд – никой от тях не е очарован от идеята да прекара няколко месеца във филипинската джунгла, където ще бъде разположена продукцията. Копола се спира на Харви Кайтел за ролята на Уилард и Робърт Дювал за ролята на полк. Килгор. Успява да убеди и Марлон Брандо за ролята на Курц с много щедра оферта: по милион на седмица за три седмици и 11% от брутната печалба. Годината е 1976 г.
Известен е разговор между Роджър Корман и Копола, който е придобил статута на култов анекдот. Корман е снимал няколко филма във Филипините и Копола иска съвет от него:
- Знам, че си снимал в този район, Какво ще ме посъветваш?
- Съветът ми, Франсис, е следният: не ходи.
- Вече е късно. От няколко седмици сме в подготовка.
- Ще отидеш там точно по средата на дъждовния сезон – от май до ноември. Никой не снима там по това време.
- Значи във филма ще има много дъжд.
Условията са толкова лоши, че актьорите и екипът купонясват все едно всеки ден ще им е последен. Филипините от доста време са база на 7-и американски флот. Щабът му е в залива Субик, така че проститутки, дрога и пиене се намират доста лесно, а и са съвсем евтини. Копола се държи като истински господар и повтаря по безброй начини американската намеса в Третия свят. Той се радва на огромен комфорт: най-хубавото вино, кристални чаши „Лалик“, стереоуредба, кухненски прибори, обувки. Франсис е убеден, отчасти с право, че „Апокалипсис сега“ е огромно културно събитие и се обгражда с поддръжници, които трябва да обслужват него и визията му. На 37-ия си рожден ден, Копола организира парти на плажа близо до снимачната площадка. 300 американци, филипинци и виетнамци са поканени да изядат тонове хамбургери и хотдог, които са докарани със самолет от Сан Франциско. Тортата е 2 на 2,5 метра, украсена е с планини, реки, океански вълни, палми и прочее. Само транспортът и митото на храната струват 8000 долара.
Работници по продукцията разказват, че характерът на Копола започвал да се променя. Шийн пристига на терена във Филипините и заварва хаос. Целият материал с Кайтел трябва да бъде заснет отново.
Копола започва да харчи огромни суми за себе си и за звездите. Операторът, Виторио Стораро, и италианският му екип са третирани като кралски особи – всяка седмица им доставят паста от Италия. В същото време Копола спира да плаща надниците на останалите хора от екипа, което води почти до бунт. И тогава, през трета седмица на май, точно според прогнозите, островът е връхлетян от тайфун. Дъждът не спира и барабани по покривите на сградите по осем, по девет, по десет дена. Тайфунът удря директно една от локациите и я превръща в остров. Декорите са погребани в кал. Малки групи от хора остават изолирани без храна, годна за пиене вода или тоалетна. Няма ток, леглата са подгизнали, защото бурята е изтръгнала покривите. Тайфунът спира продукцията. Копола разпуска актьорите и се връща в САЩ с 90 часа суров материал и само 8 монтирани минути, които стават за нещо. Това е краят на 1-ва фаза. Продукцията изостава с 6 седмици от графика и е в преразход от 3 млн. долара.
Втора фаза започва в края на лятото, същата година. Най-накрая Марлон Брандо пристига за снимки. Не е доволен от първоначалния образ на Курц в сценария, затова сериозно го преработва. В този ред на мисли, той казва на Копола: „В „Сърцето на мрака“ Конрад използва онзи тип Курц почти като митологична фигура. Не го пренебрегвай. Направи го мистериозен, дистанциран, невидим през по-голямата част от филма, нека съществува само в умовете ни. Онова, което прави историята на Конрад значима, е фактът, че героите говорят за Курц в продължение на много страници, а читателите се чудят какъв ли е той. Той така и не се появява, но е част от атмосферата.“ За самия образ на Курц, Брандо продължава: „Конрад го е описал като невероятно плешив. Пустошта го бе близнала по главата и погледнат отстрани приличаше на гюле – гюле от слонова кост. Без да кажа на Франсис, си обръснах главата, намерих си черни дрехи и помолих оператора и екипа да ме заснемат с ексцентрично осветление, докато аз говоря в полумрака с безплътен глас. След като показах пробите на Франсис, му казах, че според мен, когато публиката чуе за първи път Курц, гласът му трябва да извира от мрака. След дълго мълчание, трябва да се появи, но като се вижда само голата му глава, а после и малка част от лицето му да попадне под светлината, преди отново да се върне в сенките. В известен смисъл същият процес протича в ума на Курц: той е потънал сред сенките и мрака, носейки се безцелно из преизподнята, която сам е сътворил за себе си в джунглата. Той няма никаква морална граница в един сюрреалистичен свят, който е прекрасна метафора на налудничавата война Виетнам.“
Много хора от екипа имат здравословни проблеми заради климата във Филипините. Повалени са от тропически болести и екзотични паразити. На снимачния терен обаче няма лекар и много хора поливат раните си с разредена белина и водка. Мартин Шийн претърпява инфаркт и снимките са спрени за няколко седмици. Ботънс има анкилостомиаза, която съсипва черния му дроб. Фредерик Форест припада, от ушите му протича кръв. Един строителен работник умира от бяс и го погребват с тениската му на „Апокалипсис сега“.
Равносметката от снимките на „Апокалипсис сега“ е следната – 238 дни снимачни дена, 250 часа материал, 3 години монтаж. Бюджетът, който в началото е бил 13 милиона, е достигнал до малко над 30 милиона. Франсис Форд Копола отслабва с 30 килограма. Първоначално премиерата е трябвало да бъде през 1976 г., но първата прожекция е едва през 1979 г.
Филмът печели „Златна палма“ на фестивала в Кан, номиниран е за 8 „Оскар“-а, като печели два – най-добро операторско майсторство за Виторио Стораро и за най-добър звук. Робърт Дювал получава номинация за най-добър поддържащ актьор за едва 10 минути екранно време. Получава номинация още за най-добър филм, най-добър режисьор, най-добър адаптиран сценарий, най-добър монтаж и за най-добри декори.

## Критика
„Апокалипсис сега“ се върти около отцеубийството, като повечето филми от 70-те. Режисьорите от Новия Холивуд са изградили репутацията си около конфликта между поколенията, а силно заредените емоционално отношения между бащите и синовете се превръщат в основна тема за тях. Подобно на други филми за Виетнам, и „Апокалипсис сега“ е в много по-малка степен опит да се третира войната по някакъв реалистичен начин и много повече повод да се използва като огледало за проблемите, които провокира у дома. Филмът се доближава до реалността във Виетнам, като едновременно показва изперкалият, но симпатичен полк. Килгор и изперкалият, но всяващ ужас полк. Курц. Рецензиите за филма са противоречиви. Критиците са зашеметени от първите 2/3 на филма, но всички се съгласяват, че бомбастичната и объркана финална част на филма е претрупана и двусмислена.

## Култ
Сцена от филма, добила широка популярност и статус на „култ“ сред киноманите е нападение с бойни хеликоптери, под звуците на Вагнеровата „Танцът на валкириите“. Американски хеликоптери се спускат като черни хищни птици към село от сламени къщи, около които играят деца, и изстрелват ракети и жълти димни бомби, а Робърт Дювал, който играе полк. Килгор, заявява: „Обичам миризмата на напалм рано сутрин“, докато гледа как хората му играят сърф. Друг интересен факт е, че леговището на Курц действително е осеяно с истински трупове. Човекът, който е доставял труповете, ги е взимал от медицинска лаборатория в Манила. По-късно обаче се е оказало, че той е ограбвал гробове.